# Мейпл-Плейн (город, Миннесота)
Мейпл-Плейн (англ. Maple Plain) — город в округе Хеннепин, штат Миннесота, США. На площади 2,8 км² (2,8 км² — суша, водоёмов нет), согласно переписи 2000 года, проживают 2088 человек. Плотность населения составляет 724,1 чел./км².
- Телефонный код города — 763
- FIPS-код города — 27-40256[1]
- GNIS-идентификатор — 0647497[2]